# Hombres de negro III
Hombres de negro III (Men in Black III en inglés) es una película dirigida por Barry Sonnenfeld y protagonizada por Will Smith, Tommy Lee Jones y Josh Brolin. Escrita por Etan Cohen, la película se estrenó el 25 de mayo de 2012 en 3D y es la secuela de Hombres de negro (1997) y Hombres de negro II (2002).

## Argumento
Hace 40 años, el agente K (Tommy Lee Jones) había arrestado a Boris el Animal, un asesino intergaláctico (amputándole medio brazo); y lo había encarcelado en una prisión secreta en la Luna, llamada "LunarMax". K también pudo desplegar un sistema de defensa (denominado "Arc Net"), y evitar una invasión boglodita, logrando así su extinción. Sin embargo, Boris logra escapar de su prisión y destruye gran parte de la cárcel, asesinado en el proceso a su compañero de celda Obadiah Price, otro alienígena que estaba encerrado por realizar viajes en el tiempo ilegales, finalmente Boris escapa y se va en búsqueda de K para cobrar venganza de él.
En la Tierra, un satélite cae de su órbita (probablemente por la fuga de Boris). El agente J (Will Smith) explica a una sorprendida audiencia lo que ocurrió, la neuraliza (es decir, borra su memoria), y se dirige con K al centro de los MIB para atender los honores que se realizan al antiguo jefe de los Hombres de Negro, Z el cual falleció recientemente. En este, habla K y también la nueva jefa, la agente O (Emma Thompson).
Los agentes J y K se reúnen en un restaurante chino, donde K descubre que el cocinero vende comida hecha con seres galácticos. En medio de la discusión, el local es invadido por individuos extraterrestres; los cuales aniquilan con éxito. Mientras J lucha con un enorme pez alienígena, K recibe la visita de Boris. Este le dice que, sin saberlo, ya está muerto (dando a entender que ya había viajado en el tiempo). Esto deja molesto al agente K, quien cree que debió matarlo en lugar de encarcelarlo hace mucho tiempo atrás. Debido a esto, tiene un altercado con el agente J y lo envía a casa. Momentos después J regresa a la agencia para indagar más acerca de Boris el Animal y de paso saber el historial de actividades de K hace 40 años para encontrar una pista que los guie a Boris tiene como referencia el día 16 de julio de 1969 en Cabo Cañaveral, pero antes de que pueda ver más detalles sobre el caso en el expediente, este le es denegado el acceso al archivo por la nueva jefa de la agencia, la agente O, la cual es una vieja conocida de K y momentos después la agente O se le acerca a la oficina de J y le cuestiona el porque el interés de las actividades de su mentor, pero J le cuestiona a O que relación hay entre K y Boris y esta solo se limita a decirle que K solo hizo su trabajo de arrestar al boglodita y desplegar el Arc net y evitar la invasión de esta raza a la Tierra, sin embargo J le cuestiona que es no lo que le pregunto y le menciona que paso en Cabo Cañaveral, pero esta simplemente le dice que ese lugar cambio al agente K y le menciona la misma frase que le dijo su mentor previamente: "No hagas preguntas si no quieres saber las respuestas" por lo que J deduce que K y O se parecen en mucho, pero O en su defecto le menciona que lo que paso es confidencial y le menciona a J que se tome el resto de la noche libre. Horas más tarde mientras esta jugando con su consola de juegos, K llama a su compañero para intenta hablar con el por lo que paso previamente y trata de disculparse por su actitud, pero este le cuelga después de haber actuado tan egoísta, violento y grosero.
Mientras tanto, se miran los efectos del dispositivo que permite viajar en el tiempo. Así, Boris el Animal se desplazó a 1969 y asesinó a K en el pasado, logrando destruirlo en el futuro y evitando que active el sistema de defensa ARC Net que le fue entregado por Griffin el Arcaniano. J amanece pidiendo leche con chocolate, lo cual hace que la agente O descubra que alguien alteró el tiempo; y le informa sobre un alien que puede orientarlo para viajar en el tiempo. A raíz de eso, J (luego de haber entendido la situación) se ve obligado a viajar al pasado para salvar la vida de K y evitar una invasión boglodita a la Tierra.
Para lograr viajar en el tiempo, J visita el local de Jeffrey Price, hijo de Obadiah, el cual le exige saber a donde y cuando envió a Boris el Animal, tras revisar la bitácora descubre que Boris viajó al 16 de julio de 1969, aunque según Jeffrey tuvo que hacerlo porque Boris iba a matarlo y piensa que su amigo K en términos cronológicos solo es un punto en la línea de tiempo, sin embargo J le muestra por las televisiones de su local la transmisión de la invasión Boglodita a la Tierra y se da cuenta de que es peor de lo que imagino, ante esta situación Jeffrey le pregunta a J cual es su plan y este le menciona que quiere que lo envié al 15 de julio de 1969, aunque Jeffrey considera que es un pésimo plan porque envío previamente a Boris al día posterior al que quiere ir, pero J le menciona que tiene la intención de matar al Boris joven antes de que su homólogo del futuro aparezca. Para ello Jeffrey le entrega un dispositivo para viajar en el tiempo bastante raro y antiguo, similar al que Boris uso previamente, sin embargo para que funcione, ambos se trasladan hasta la azotea del Edificio Chrysler, donde Jeffrey programa el dispositivo para el día y el año que J desea ir y que lo único que debe hacer es saltar al vacío, en un principio J considera que eso sería un suicidio, pero decide hacerlo. En eso Jeffrey le explica que para el dispositivo se active, J debe esperar al que el mismo cargue un líquido verde en su totalidad con la caída, pero antes de irse le advierte a J que no pierda bajo ninguna circunstancia el dispositivo o de lo contrario se quedaría varado en 1969. Antes de saltar, J le cuestiona a Jeffrey sobre por qué solo el recuerda a K y no los demás y Jeffrey le menciona a J que de alguna forma el estuvo ahí y que si vuelve tiene que contárselo todo, pero cuando J trata de indagar más, la invasión Boglodita finalmente llega a Nueva York y se ve forzado a saltar y consigue activar el dispositivo para viajar a 1969. Al llegar a dicho año, J trata de orientarse y descubre como era la vida con la violencia racial y la época hippie que se vivía en ese entonces en los años 60, en eso se roba el auto de un de un huésped de un hotel cercano para ir Coney Island e interceptar al Boris joven, del cual sabe que cometerá un asesinato en dicho lugar, pero antes de que pueda ejecutarlo, el joven agente K lo intercepta y lo electrocuta con un Taser, dejándolo inconsciente. Más tarde J despierta en la agencia, donde el joven K trata de averiguar quien es y de donde viene, pero en múltiples ocasiones trata de evitar decir que viene del futuro hasta que por sugerencia del entonces jefe de la agencia, X le ordena llevarlo al código 43, es decir llevarlo a un enorme neuralizador para borrarle la memoria, ante tal situación J se ve forzado a decirle todo y que deben detener a Boris antes que sea demasiado tarde, pero dado que K parece no creerle su historia antes de que el dispositivo lo neuralice, J le advierte a K que cuando vea a Boris al día siguiente no lo arreste sino que lo asesine, con esto K le cree lo suficiente y desconecta en el último segundo el neuralizador. En ese viaje al pasado conocen a Griffin el arcaniano (alienígena procedente de la Quinta dimensión), el cual puede predecir diversos futuros posibles, y le da a K el Arc Net. Boris (el viejo) conoce a Boris (el joven), explicándole todo lo que sucederá y se alían para asesinar a K. Mientras tanto, J y K se dirigen hacia Cabo Cañaveral, donde será el lanzamiento del Apolo 11, ya que el dispositivo debe ser desplegado en el espacio exterior. 
Al llegar a dicho lugar J y K logran ingresar al área de lanzamiento con la ayuda de un Coronel, a quien previamente Griffin le mostró el futuro para convencerlo de ayudar. Allí se encuentran con los Boris y luchan juntos para matarlos, por un lado J logra matar al Boris viejo haciéndolo caer en un escape de fuego del cohete, mientras que por otro lado K consigue vencer al Boris joven, haciendo que este pierda el brazo izquierdo con nitrógeno liquido como sucedió originalmente y logra colocar el dispositivo ARC Net en la punta del cohete y rápidamente escapa del lugar del despegue hacia la playa para encontrarse con el Coronel. 
Cuando el despegue inicia, estos observan como el Apolo 11 hace su lanzamiento exitoso y el dispositivo ARC Net finalmente es activado en el espacio, en eso K le menciona al Coronel de que si quiere conocer más podría hacer que este se una a los Hombres de Negro, ante esto J observa todo escondido en la vegetación y se despide de K antes de regresar a la actualidad, sin embargo y de forma infortunada el Boris joven se aparece sorpresivamente por la escotilla y el Coronel intenta dispararle, pero desafortunadamente Boris le dispara una espina en el pecho matándolo, salvando a K del ataque, en eso Boris reta al agente K a arrestarlo, pero en lugar de hacerlo como lo hizo anteriormente este le menciona diciendo: "No esta vez" y luego le dispara con su arma matándolo definitivamente, en eso J deduce lo que le había mencionado Griffin previamente: "Donde hay muerte, siempre habrá muerte", dando a entender que a eso se refería. 
Mientras K observa el cuerpo sin vida del Coronel lamentándose no poder salvarlo, inesperadamente un niño sale de una camioneta y pregunta por su padre y el niño resulta ser James Darrell Edwards III (la versión joven de J). El agente K, incapaz de decirle la verdad de la muerte de su padre decide neuralizarlo y solo le dice que su padre es un héroe y le propone caminar por la playa. Ante esta revelación J comprende todo lo que realmente pasó con su padre,  que  no se había ido como él había creído todos estos años, sino que había muerto a manos de Boris, en sí como un héroe y la razón por la que K no quería que J se involucrara en el caso de Boris era para protegerlo y que el no tratara de tomar el asunto como algo personal si se enteraba de todo. Con esta revelación J, queda conmovido y satisfecho de saber toda la verdad y regresa al futuro ahora con otra perspectiva de su mentor.
De vuelta en el presente, J se encuentra con K en una cafetería, donde le pregunta si sucedió los acontecimientos reales como por ejemplo lo ocurrido en el restaurante chino y si los blogloditas se extinguieron hace 40 años, K le responde que si y que además le colgó la llamada anoche. J tranquilamente admite que lo hizo y pone su antiguo reloj que le dio su padre sobre la mesa y le menciona que fue por todos los secretos que el universo no sabe. En ese entonces K intuye que el ya se enteró de la verdad y J ahora le dice que ahora comprende que anoche fue hace mucho tiempo y le da las gracias por todo lo que ha hecho por él hasta la fecha. 
Al final aparece Griffin observando todo desde un banco al lado de K y J, pero al mismo tiempo termina rompiendo con la cuarta pared y le dice a la audiencia que ese es su nuevo momento favorito en la historia humana, pero después comenta en tono alarmado: «a menos que sea el futuro cuando K olvida dejar la propina» y se ve como un meteoro esta a punto de caer a la Tierra, pero momentos después vuelve K a la cafetería y deja la propina, declarando que casi lo olvida. Luego la escena vuelve a enfocar a la Tierra y se ve que el meteorito que iba cayendo hacia el planeta es interceptado por un satélite, el cual aparece en su trayectoria y se estrella contra este, salvando de milagro a la Tierra. Posteriormente la cámara vuelve a enfocar a Griffin quien le dice a la audiencia, con alivio sarcástico: «eso estuvo cerca».

## Reparto
- Will Smith como el agente J; un agente cansado quien deberá salvar al futuro desde el pasado. Descubrirá la verdad de su padre, al que tomó ausente.[4]
- Tommy Lee Jones como el agente K. En esta película, está molesto consigo mismo por no haber matado a un delincuente extraterrestre.[5]
- Josh Brolin como el joven agente K. El Agente K joven está enamorado de la joven agente O, pero las restricciones le impiden. Deberá aliarse con J para salvar al mundo y a sí mismo.[6]
- Emma Thompson como la agente O. La agente O toma el cargo de MIB, tras la muerte de Z; le informará a J sobre los viajes en el tiempo y dará su discurso sobre Z.[7]
- Alice Eve como la joven agente O de los años 60.[8]
- Jemaine Clement como Boris el animal, el principal villano. Boris aparece molesto porque el agente K le había amputado medio brazo, e irá al pasado para convencer a su variante joven de matarlo.[9]
- Nicole Scherzinger como Lily Poison, una villana secundaria.[10]
- Bill Hader como Andy Warhol/Agente W.[11]
- Michael Stuhlbarg como Griffin. Griffin tiene habilidad de ver lo que ocurrirá en el futuro y de saber qué ocurriría con otras posibilidades. Acompañará a los protagonistas en gran parte de la película.[11]
- Yuri Lowenthal como Knuckles (Voz).[11]

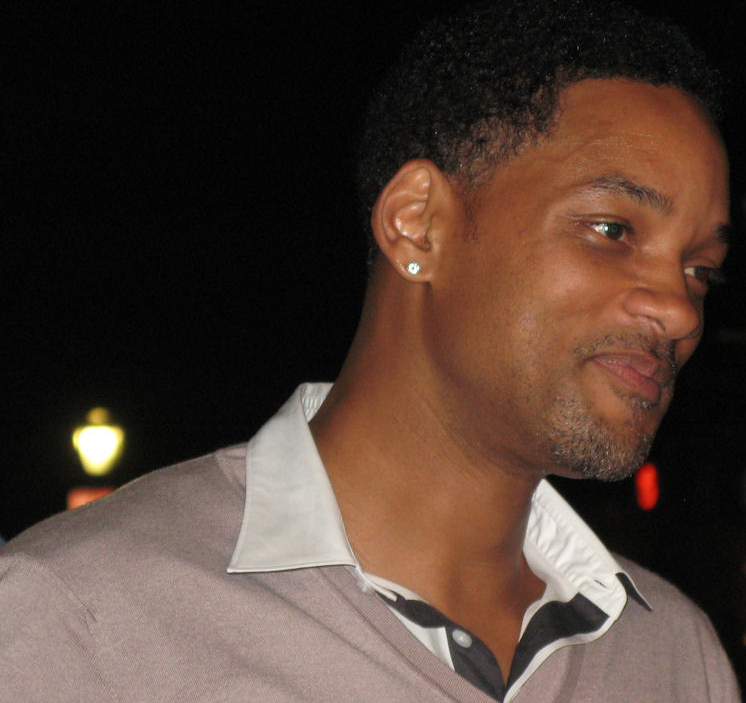
Will Smith, como el agente J.
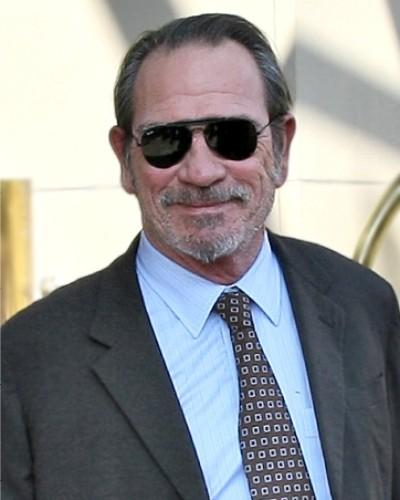
Tommy Lee Jones, como el agente K.
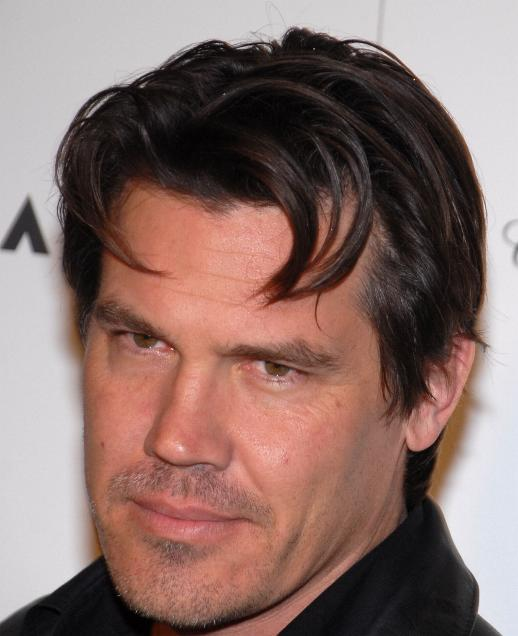
Josh Brolin, como el joven agente K de 1969.

## Producción
El 1 de abril de 2009, el presidente de Sony Pictures Entertainment anunció la película por primera vez durante una presentación de Sony ShoWest. Después de un año, en abril de 2009 Barry Sonnenfeld confirma el regreso de Tommy Lee Jones y Will Smith a la tercera entrega de MIB, como los agentes K y J.
Además, también regresaron de la precuela anterior los productores Walter F. Parkes y Laurie MacDonald, y como productor ejecutivo Steven Spielberg, Jeff Blake, el presidente a nivel mundial de mercadotecnia y distribución de Sony Pictures comentó que «están muy emocionados por tener al equipo original de producción responsable de las dos películas anteriores en Hombres de negro 3, ya que saben que este capítulo tendrá "twist" para los admiradores de la franquicia mientras presentan a Hombres de negro a una nueva generación de cinéfilos».
El guion escrito por Ethan Cohen -quien fue guionista de las dos películas anteriores- fue reescrito por David Koepp, para mejorar el trabajo original. Mientras que un tercer escritor, Jeff Nathanson, fue contratado para escribir la escena del viaje en el tiempo, ya que la película trata sobre un viaje al pasado a 1969.

## Estreno
A principios de mayo de 2010, Columbia Pictures anunció que Hombres de negro 3 llegará a los cines de todo el planeta el 25 de mayo de 2012 en formato tridimensional.

## Recepción
La película recibió comentarios generalmente favorables de los críticos, especialmente en comparación con la segunda entrega Hombres de negro II (2002), la cual nunca terminó por agradar al público. De hecho, se sugirió una posible continuación a esta taquillera saga.
En la revisión del sitio web Rotten Tomatoes se informa de un índice de aprobación del 68% con una puntuación media de 6,1/10, sobre la base de una suma de 251 comentarios. El consenso dice: "No es exactamente un argumento persuasivo para la continuación de la franquicia -, pero Hombres de Negro III es mejor que su predecesora y logra superar las expectativas, en gran parte debido a la impresionante actuación de Josh Brolin".
Mientras tanto, tiene una puntuación de 58 en Metacritic basada en 38 comentarios, lo que indica "críticas mixtas o medias".
Allen O'Brien, de The Times of India le dio a la película 4 estrellas de 5, concluyendo: "Lamentablemente, es el 3D que realmente no arregla el drama, pero una vez que sabes que estás en algún verdadero MIB-ísmo, es algo que realmente no importa".

## Banda sonora
La banda sonora cuenta de nuevo con la batuta del compositor Danny Elfman, responsable de las anteriores entregas. Elfman es muy conocido por sus colaboraciones con el realizador Tim Burton en películas como Frankenweenie, Sombras Tenebrosas, Batman, Mars Attacks! y El cadáver de la novia, entre otras. También ha compuesto la banda sonora de películas como Spider-Man (Sam Raimi, 2002), Hulk (Ang Lee, 2003) o el popular tema de la serie animada Los Simpson.
Al final de la película, cuando el agente J vuelve en el tiempo al Nueva York del año 2012, suena la canción "Empire State of Mind". Detrás del agente puede verse el One World Trade Center, edificio construido después de los Atentados del 11 de septiembre de 2001.
El tema principal de Hombres de negro 3, llamado "Back In Time", es interpretado por el cantante cubano-estadounidense Pitbull, que en esta ocasión toma el relevo de la trilogía. Will Smith había interpretado el tema principal en las dos anteriores entregas.
«Back In Time», ha sido compuesta para la película por Armando C. Pérez (Pitbull), Marc Kinchen, Adrian Trejo y Urales Vargas e incluye un sample del éxito de los años 50, «Love is Strange», escrita por Sylvia Robinson, Ellas McDaniel y Mickey Baker e interpretada por el dúo Mickey y Sylvia, que llegó a ser número uno en las lista de grandes éxitos. Afirmó Pitbull: «Es un increíble honor ser parte de una franquicia tan asombrosa como Men in Black y respeto muchísimo a Will Smith, especialmente por nuestro similar origen y referente musical», y respecto a la música de la película afirma: «Como deseábamos que la música fuera alegre pero a la vez moderna, utilizamos el eslogan de la película y la adaptamos a la canción de manera que para entender el futuro, hay que retroceder en el tiempo».

## Reinicio/Posible Crossover
Will Smith ha respondido sobre Men in Black 4, película que ya está en fase de desarrollo.

Tres películas ya son bastantes para mí, echaré un vistazo al guion y lo consideraré, pero ya va siendo hora que le pasemos a alguien el testigo.

Ese podría ser su hijo Jaden Smith pero tampoco quiere que su hijo participe en la popular franquicia de alienígenas.

Se lo he preguntado pero me ha dicho que no. No ha querido darme ningún tipo de falsa esperanza. Y eso que le sigo diciendo que tengo mucho que aportar a los Men In Black. Le digo que estoy listo si él lo está. Pero él me dice que no lo estoy.

En septiembre de 2015, los productores Walter Parkes y Laurie MacDonald han hablado del futuro de la franquicia Men in Black, que han confirmado que se encuentra en pleno proceso de reinventar la franquicia con una nueva trilogía, siendo el inicio de esta MIB: Internacional, en esta entrega los protagonistas son la agente M y el agente H de la oficina de Hombres de Negro de Londres quienes tras un asesinato luchan contra las mayores amenazas a la humanidad: una invasión de la colmena y un infiltrado en la organización de Hombres de Negro.